# 畔柳昇
畔柳 昇（くろやなぎ のぼる）は、日本の実業家。中部電力取締役副社長を経て、初代名古屋証券取引所代表取締役社長や、同社代表取締役会長を務めた。

## 来歴・人物
愛知県岡崎市出身。横浜市立大学商学部卒業後、1958年中部電力入社。中部電力燃料部長、中部電力支配人広報室長などを経て、1989年中部電力取締役。1993年電気事業連合会専務理事、原子力委員会専門委員。1997年中部電力取締役副社長。2001年中電ビル代表取締役社長。2002年から初代名古屋証券取引所代表取締役社長を務め、経営改革を進めた。2003年名古屋中小企業投資育成監査役。2013年春の叙勲で旭日中綬章受章。2015年名古屋証券取引所代表取締役会長。2017年名古屋証券取引所参与。